# Anke Eymer
Anke Eymer geb. Kalinka (* 12. April 1949 in Fiefbergen) ist eine deutsche Politikerin (CDU). Sie war von 1990 bis 2009 Mitglied des Deutschen Bundestages.

## Leben und Beruf
Nach dem Abitur absolvierte Anke Eymer ein Studium an der Pädagogischen Hochschule Kiel, welches sie 1972 mit dem ersten Staatsexamen für das Lehramt an Grund- und Hauptschulen beendete. Anschließend war sie als Lehrerin tätig und leitete von 1987 bis 1990 als Rektorin die Bugenhagen-Schule in Lübeck.
Anke Eymer ist seit 1973 mit Ekkehart Eymer verheiratet und hat einen Sohn. Der Politiker Werner Kalinka ist ihr Bruder.
Am 28. September 2015 wurde Eymer mit dem Bundesverdienstkreuz am Bande ausgezeichnet.

## Partei
Eymer trat 1970 in die Junge Union und 1972 auch in die CDU ein. Sie war Vorsitzende des Kreisverbandes Lübeck der Frauen-Union und ist inzwischen Ehrenvorsitzende. Außerdem war sie von 1990 bis 2004 stellvertretende Vorsitzende des CDU-Kreisverbandes Lübeck.

## Abgeordnete
Als Abgeordnete im Deutschen Bundestag war sie Schriftführerin, Mitglied im Ausschuss für Frauen und Jugend, im Ausschuss für Familie und Senioren und später dann Mitglied des Auswärtigen Ausschusses, Berichterstatterin für internationale Frauenpolitik, internationale Kulturpolitik und für die afrikanischen Länder südlich der Sahara.
Sie gehörte der Delegation des Deutschen Bundestages für die Parlamentarische Versammlung des Europarates und der Versammlung der WEU an.
Außerdem gehörte sie im Rahmen ihres Mandates dem Deutschen Komitee für UNICEF an.
Anke Eymer zog stets über die Landesliste Schleswig-Holstein in den Bundestag ein. Bei der Bundestagswahl 2009 erhielt sie 30,3 Prozent der Stimmen und unterlag der SPD-Kandidatin Gabriele Hiller-Ohm. Über die Landesliste war sie mit Listenplatz 6 nicht ausreichend abgesichert.

## Gesellschaftliche Ämter
Anke Eymer war Vizepräsidentin der Deutsch-Israelischen Gesellschaft und Schatzmeisterin der Jerusalem Foundation Deutschland.